# U.S. Route 43
La U.S. Route 43 (US 43) est une US Route de 410 miles (660 km) se trouvant dans les états du sud que sont l'Alabama et le Tennessee. Elle relie Prichard, Alabama à Columbia, Tennessee. Le terminus sud de la route est à Prichard, à une intersection avec la US 90 et son terminus nord est à Columbia à une intersection avec la US 31 / US 412.

## Description du tracé
|       | mi     | km     |
| ----- | ------ | ------ |
| AL    | 354,30 | 570,07 |
| TN    | 58,20  | 93,64  |
| Total | 412,50 | 663,71 |

### Alabama

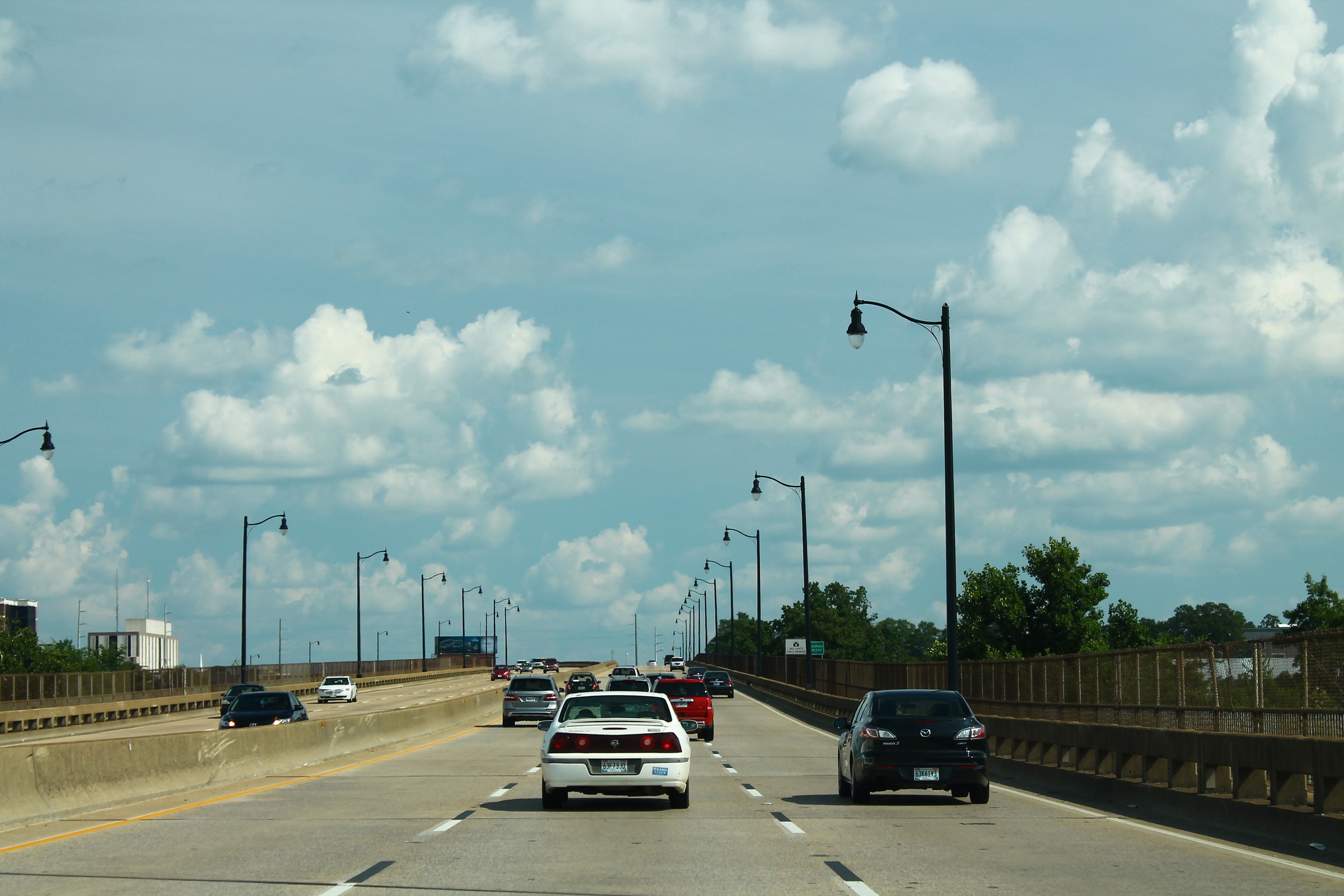
US 43 à Tuscaloosa

La US 43 débute en empruntant Telegraph Road à Prichard, Alabama, à la jonction avec la US 90. Elle se dirige vers le nord en direction de Chickasaw. Elle est parallèle à l'I-65 jusqu'à Satsuma, où elle la croise. La US 43 continue vers le nord jusqu'à Jackson, où elle bifurque vers le nord-est. Elle passe par Grove Hill et Thomasville, reprend un tracé vers le nord et atteint Linden, Demopolis et Eutaw. À Eutaw, elle croise l'I-20 / I-59 et la longe vers le nord-est. La US 43 atteint ensuite Tuscaloosa. Elle traverse la ville et reprend la direction nord.
Après Tuscaloosa, la US 43 passe par Fayette, Hamilton, Russellville et Muscle Shoals avant d'atteindre Florence. Elle longe la rivière Tennessee vers l'est et reprend une orientation vers le nord, jusqu'à la frontière avec le Tennessee.

### Tennessee
La US 43 entre au Tennessee dans les limites de Saint-Joseph. Elle se dirige vers le nord-est et traverse la ville, en plus de Loretto, Lawrenceburg et Mount Pleasant. Elle atteint finalement Columbia, où elle prend fin à l'interscetion avec la US 31 / US 412, alors qu'elle est en multiplex avec cette dernière.

## Intersections majeures
Alabama
 US 90 à Prichard
 I-65 à Satsuma
 US 84 à Grove Hill
 US 80 à Demopolis. Les routes forment un multiplex dans la ville.
 US 11 à Eutaw. Les routes forment un multiplex jusqu'à Tuscaloosa.
 I-20 / I-59 à Knoxville
 I-359 à Tuscaloosa
 US 82 à Northport. Les routes forment un multiplex dans la ville.
 US 278 à Guin. Les routes forment un multiplex jusqu'à Hamilton
 I-22 / US 78 à Hamilton
 US 72 aux limites entre Tuscumbia et Muscle Shoals. Les routes forment un multiplex jusqu'à Killen.
Tennessee
 US 64 à Lawrenceburg
 US 412 à Columbia. Les routes forment un multiplex dans la ville.
 US 31 à Columbia